# Bettagalale, Arkalgud
Bettagalale là một làng thuộc tehsil Arkalgud, huyện Hassan, bang Karnataka, Ấn Độ.